# 마키스 그리섬
마키스 디온 그리섬(Marquis Deon Grissom, 1967년 4월 17일 ~ )는 전 메이저 리그 베이스볼 중견수이다.

## 어린 시절
애틀랜타에서 태어난 그리섬은 레이크쇼어 고등학교에서 수학하면서 고등학교 야구에서 빼어났다.

## 야구 경력

### 몬트리올 엑스포스
플로리다 A&M 대학교에서 야구를 하고 1988년 드래프트의 3번째 라운드의 일부로서 6월 드래프트에서 76번째 전체 선택과 함께 몬트리올 엑스포스에 의하여 선발되었다. 그는 투수와 외야수로서 둘다 전망으로 숙고되어 왔으나 엑스포스는 투수판을 버리고 직위 선수로서 일하는 데 그를 가지기로 결정하였다. 그는 그해 가을에 뉴욕-펜 리그의 제임스타운 엑스포스와 함께 자신의 프로 데뷔를 하여 시스템을 향하여 빠르게 전진하고 1989년 8월 22일 자신의 첫 메이저 리그에 나왔다. 그는 다음 몇몇의 시즌 동안에 확고한 향상을 보여 차차 엑스포스의 선두 타자와 중견수로서 스타로 개발하였다. 그는 1991년과 1992년 도루에서 내셔널 리그를 이끌고 1993년과 1994년 내셔널 리그 올스타 팀의 일원이었으며, 1993년에 처음으로 온 4회 연속 골드 글러브를 수상하였다.
1991년 7월 28일 로스앤젤레스 다저스를 상대로 데니스 마르티네스의 완벽한 경기 외부의 결승전을 위하여 크리스 그윈의 날아가는 공을 잡았다.

### 애틀랜타 브레이브스
엔스포스는 필드에서 성공을 즐겼으나 파업이 플레이오프 이전의 1994년 시즌을 끝내고, 야구가 다시 시작된 후 팀은 재정적 이유들로 자신들의 많은 스타 선수들을 이적시키는 데 강요되었다. 1995년 3월 엑스포스는 그리솜을 투수 에스테반 얀과 외야수 로베르토 켈리와 토니 카라스코를 위한 교환에서 그리솜을 애틀랜타 브레이브스로 이적시켰다. 브레이브스는 내셔널 리그 동부에서 지배의 작업을 겨우 시작하여, 애틀랜타에서 그의 첫 시즌에 그들은 그리솜이 카를로스 바에르가에 의한 날아가는 공을 잡으면서 결승전을 확보하면서 월드 시리즈를 우승하였다. 그들은 다음 시즌에 가을 클래식으로 돌아왔으나 뉴욕 양키스를 상대로 자신의 타이틀을 유지하는 데 실패하였다.

### 클리블랜드 인디언스
팀의 재정적 자극들은 지속적으로 그리섬의 경력의 코스에 영향을 및고 1997년 3월 그는 클리블랜드 인디언스와 함께 블록버스터 이적에 관련되었다. 장기적 계약들을 맺어 온 돈을 모으는 데 희망을 가지고 브레이브스는 그리섬과 2회의 올스타 데이비드 저스티스를 인디언스로 이적시켰다. 인디언스를 위하여 거래는 잘 진행되었고 팀이 월드 시리즈를 향하여 모든 길을 가면서 그들은 7개의 경기들에서 플로리다 말린스에게 패하였다. 그리섬은 그 공식 이후의 시즌에 제외적으로 잘 상연하여 양키스의 행크 바우어 다음으로 2번째로 긴 3회 월드 시리즈에 이르어 연정 안타를 한 월드 시리즈의 연속적 경기 15개에 나갔다.

### 후반의 경력
그 한산기에 인디언스는 케니 로프턴을 자유 계약 선수로 다시 계약을 맺고 다음에 투수들 벤 맥도널드, 론 빌론과 마이크 페터스를 위하여 그리솜과 제프 주든을 밀워키 브루어스로 이적시켰다. 그리섬의 연출은 분투하는 클럽과 함께 자신이 3개의 시즌들을 보내면서 쇠퇴하였고 2001년의 봄에 이적이 데번 화이트를 브루어스로 돌려보내는 데 그를 로스앤젤레스 다저스의 선수로 만들었다. 그리섬은 그해에 지속적으로 애를 썼으나 2002년 겸임의 선수로서 강한 다시 튀어오른 시즌을 가졌다. 9월 16일 다저스는 샌프란시스코 자이언츠를 상대로 중대한 경기를 가졌다. 9회의 위에서 그는 7 대 6의 승리를 보호하는 데 가증한 경기의 시도 홈런의 리치 오릴리아를 훔쳤다. 자이언트는 플레이오프들로 이루었으나, 다저스는 이루지 못하였다. 자유 계약 선수로서 그는 그 후에 월드 시리즈에서 패한 자이언츠의 주의를 끌어들였다. 자이언츠는 그리섬과 계약을 맺어 그는 그들의 출발 중견수로서 2개의 연출적 시즌을 더 즐겼다. 자이언츠는 2003년 내셔널 리그 서부를 우승하며 성공적이었고 2004년 한 경기에 의하여 만능패를 놓쳤다. 그리섬은 자신의 영혼과 지도력으로 인하여 2003년 윌리 맥상을 수상하였다. 그리섬의 연출은 2005년 또 다시 담가지고 자이언츠에 의하여 분투의 시즌에 그는 나왔다. 2006년 1월 3일 시카고 컵스는 그를 마이너 리그 계약으로 맺었고 등록부에 올려지지 않은 선수로서 그를 봄 훈련에 초대하였다.

#### 은퇴
2006년 3월 28일 그리섬은 17년간의 경력 이후에 은퇴하였다. 그는 현재 조지아주 칼리지파크에 거주하고 있다.

## 코치 경력
그는 2008년 10월 24일에 2009년 시즌을 위하여 워싱턴 내셔널스의 1루 코치가 되는 데 기용되었다.